# Maria Ugolkova
Maria Ugolkova (Moscou, 18 de julho de 1989) é uma nadadora suíça, nascida na Rússia.

## Carreira

### Rio 2016
Ugolkova competiu nos 100 m livre feminino nos Jogos Olímpicos de Verão de 2016, sendo eliminada nas eliminatórias.